# Helsenhorn
Helsenhorn – szczyt w Alpach Lepontyńskich, części Alp Zachodnich. Leży w Szwajcarii w kantonie Valais, blisko granicy z Włochami. Należy do podgrupy Alpy Monte Leone – Świętego Gotarda. Można go zdobyć ze schroniska Città di Arona (1760 m).
Pierwszego odnotowanego wejścia dokonali W.A.B. Coolidge, Christian i Rudolf Almer 26 lipca 1891 r.